# Marie-Anne Camax-Zoegger
Julie Marie Anne Zoegger dite Marie-Anne Camax-Zoegger, née le 7 décembre 1881 dans le 8e arrondissement de Paris  et morte le 31 octobre 1952 dans le 6e arrondissement, est une artiste peintre française.

## Biographie
Marie-Anne Zoegger nait en 1881 ; elle est la fille d'Antoine Zoegger, statuaire et décorateur alsacien, collaborateur de Viollet-le-Duc, ancien camarade d’atelier du peintre Jean-Jacques Henner. Après la mort de son père alors qu'elle n'a que 4 ans, Henner encourage les dons artistiques de la petite fille.
Marie-Anne Zoegger entre dans l’atelier de Ferdinand Humbert à l'École des beaux-arts de Paris tout juste ouverte aux jeunes filles.
Sa première participation au Salon de la Société nationale des beaux-arts (la Nationale) date de 1909.
En juin 1910, elle épouse Alfred Camax dont la situation sociale et financière lui permet de se consacrer à son art. Le couple aura cinq enfants.

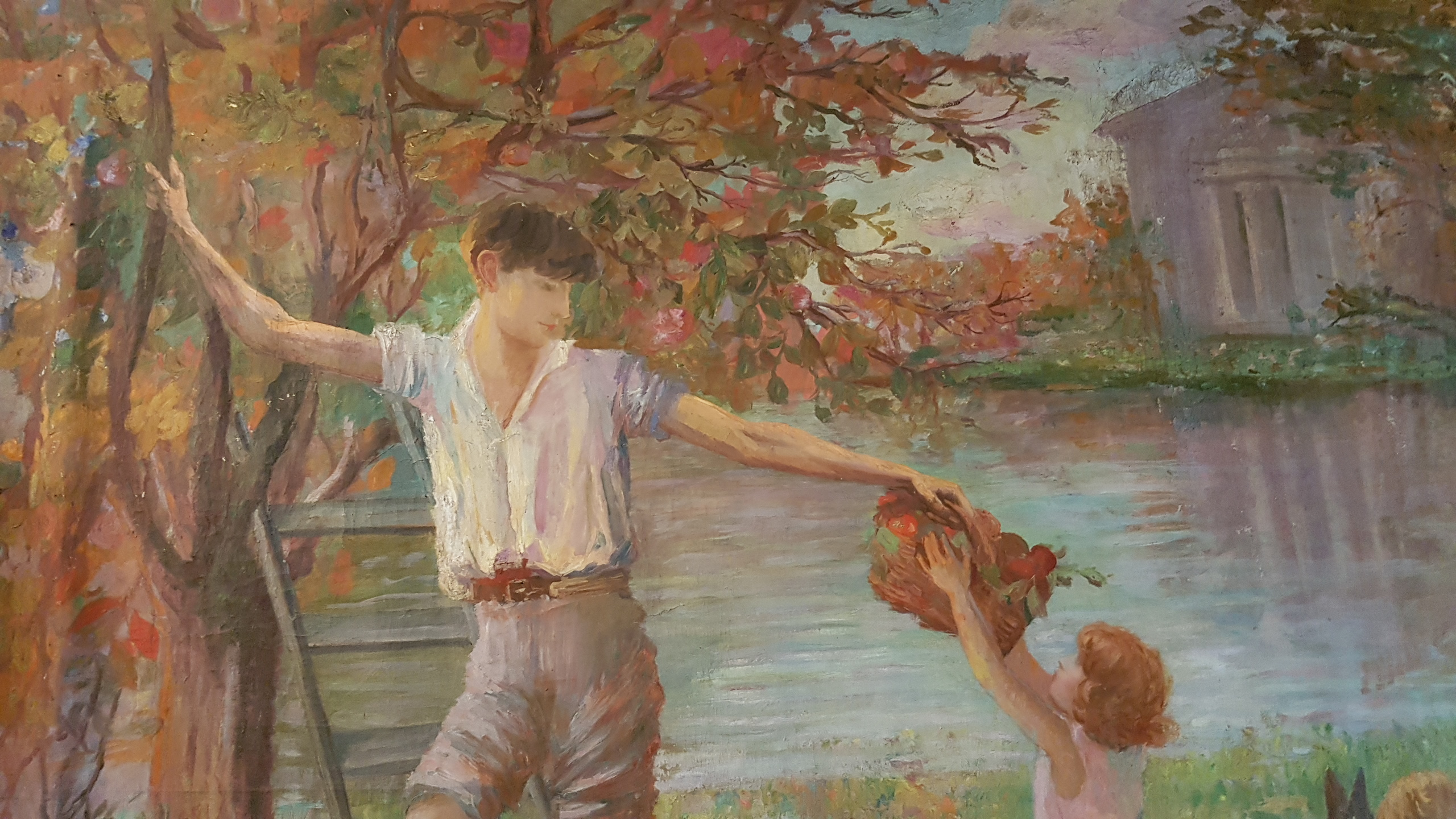
Détail d'une toile peinte dans les années 30 par Marie-Anne Camax-Zoegger représentant l'automne, les enfants de Marie-Anne Camax-Zoegger dans le parc du château de Jeurre (Essonne) et la laiterie, monument déplacé depuis le parc de Méréville.

Admise à la Société Nationale des Beaux-Arts en 1922, elle vend ses œuvres à l’État pour des musées comme le Luxembourg ou le Petit Palais, pour décorer mairies, préfectures et ministères (et même le palais de l’Élysée), reçoit des commandes de fresques pour les écoles.
Appréciée et soutenue par des artistes comme Antoine Bourdelle, Maurice Denis ou Suzanne Valadon qui devient son amie, elle expose régulièrement au Salon des Indépendants et à celui des Tuileries.
Décidée à faire reconnaitre le travail artistique des femmes à l'égal de celui des hommes, elle prend en 1929 la présidence du « Syndicat des artistes femmes peintres et sculpteurs » (S.A.F.P.S. des Unions fédérales) à la suite de Marie Thelika Rideau-Paulet qui l’avait fondé en 1904. Présidente de ce Syndicat en 1930, elle présente une exposition et en profite pour faire scission en lançant son propre groupe en 1931 : la Société des Femmes Artistes Modernes dont le salon se tient chaque année, de 1931 à 1938 dans des lieux différents, au théâtre Pigalle au début, puis à la galerie Bernheim-Jeune, au Pavillon des Expositions en 1937. Sont présentées des œuvres de, entre autres, Suzanne Valadon, Jane Poupelet, Marie Laurencin, Mariette Lydis, Tamara de Lempicka, Chana Orloff, Mary Cassatt, Olga Boznańska, Suzanne Duchamp, Camille Claudel, Jeanne Bardey...
En 1937, du 11 au 28 février, elle participe et fait partie de l'organisation de l'exposition Les femmes artistes d'Europe exposent au Jeu de Paume (à l'époque le Musée des écoles étrangères).
Le 12 décembre 1946, elle participe à la vente de tableaux organisée au bénéfice de Berthe Weill tombée dans une grande misère, en compagnie de 45 autres artistes, dont Raoul Dufy, Pascin, Bonnard, Van Dongen, Picasso.
En 1948 une exposition personnelle lui est consacrée à la galerie Bernheim-Jeune.
Une rétrospective de ses œuvres avec celles de Suzanne Valadon et de Louise Hervieu a lieu au Musée Galliera, en 1961.

## Distinctions
- 1912 : Officier d’Académie.
- 1921 : Médaille d'honneur de la famille française.
- 1922 : Officier de l’Instruction publique.
- 1932 : Chevalier de la Légion d’Honneur (décret du ministre de l'Éducation nationale du 9 juillet 1922).
- 1951 : Officier de la Légion d’honneur (décret du ministre de l'Éducation nationale du 28 février 1951). Parrain : Paul Léon, membre de l'Académie des beaux-arts, conservateur du Musée Condé au Château de Chantilly.